# Villeneuve-d'Allier
Villeneuve-d'Allier é uma comuna francesa na região administrativa de Auvérnia-Ródano-Alpes, no departamento de Alto Loire. Estende-se por uma área de 14,4 km². Em 2010 a comuna tinha 299 habitantes (densidade: 20,8 hab./km²).

## Link
- Villeneuve d'Allier